# 철-황 클러스터

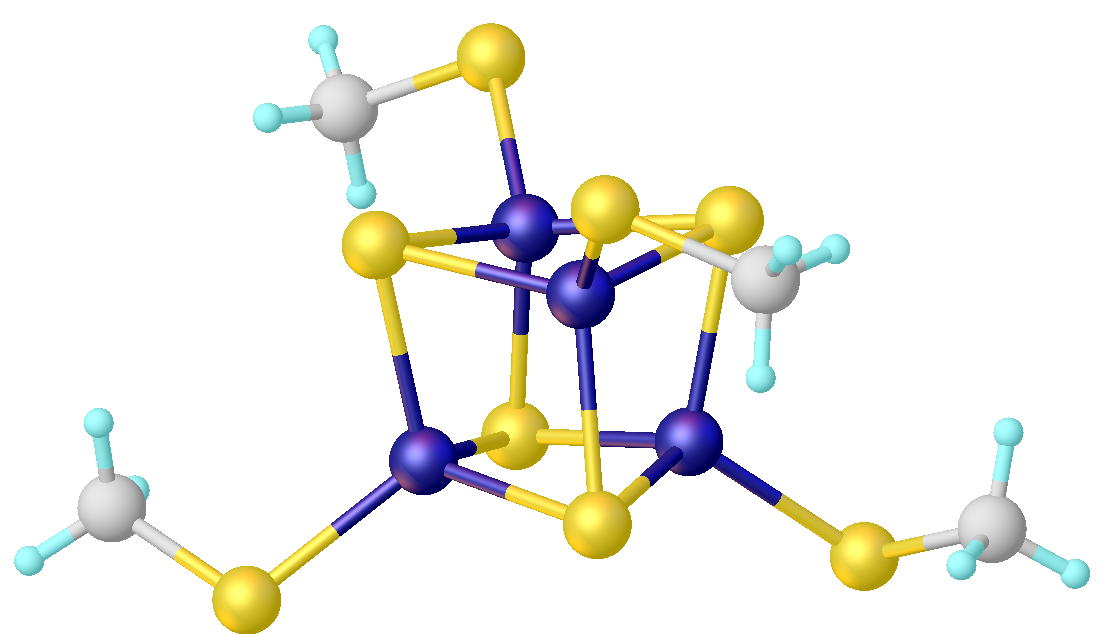
4Fe-4S 보조 인자의 합성 유사 체인 [Fe_{4}S_{4}(SMe)_{4}^{2-}의 구조

철-황 클러스터(영어: iron-sulfur cluster)는 철과 황화물의 분자 결합체이다. 철-황 클러스터는 철-황 단백질에 대한 생물학적 역할의 맥락에서 가장 자주 논의된다. 많은 철-황 클러스터는 유기금속화학 영역과 생물 영역의 합성 아날로그의 전조로 알려져 있다(그림 참조). 

## 유기 금속 클러스터
유기 금속 철-황 클러스터는 화학식 Fe2S2(CO)6, H2Fe3S(CO)9, Fe3S2(CO)9 의 설피도카보닐기를 포함한다. (C5H5)4Fe4S4와 같은 시클로펜타디엔릴 리간드를 통합한 성분도 알려져 있다.
|  |

## 생물학적 철-황 클러스터
철-황 클러스터는 많은 생물 체계에서 발생하는데, 종종 전자 전달 단백질의 성분으로 나타난다. 페레독신은 가장 일반적인 철-황 클러스터이다. 2Fe–2S 또는 4Fe–4S 센터가 있다.
철-황 클러스터는 화학량론에 따라 [2Fe–2S], [4Fe–3S], [3Fe–4S], [4Fe–4S]로 분류할 수 있다. [4Fe–4S] 클러스터는 두 가지 형태(정상 페레독신과 고철분단백질(HiPIP))로 발생한다. 두 가지 형태 모두 입방형 구조를 채택하지만 서로 다른 산화 상태를 이용한다.
모든 철-황 단백질에서 관련 산화 환원짝은 Fe(II)/Fe(III)이다.
많은 클러스터들이 실험실에서 많은 R 대체물로 알려진 [Fe4S4(SR)4]2-와 많은 양이온으로 합성되었다. 불완전한 큐베인인 [Fe3S4(SR)3]3-을 포함한 변형체도 존재한다.
Rieske 단백질은 2Fe-2S 구조로 조정되는 철-황 클러스터를 포함하고 있으며 진핵생물과 세균의 미토콘드리아에서 막 결합 시토크롬 bc1 복합체 III에서 발견된다. 또한 이들은 광합성 유기체에서 시토크롬 b6f 복합체와 같은 엽록체 단백질의 일부이다. 이 광합성 유기체에는 식물, 녹조류 및 엽록체의 세균 전구체인 남세균이 포함된다. 둘 다 각 유기체의 전자전달계의 일부이며, 이는 많은 유기체에 대한 에너지 수확에 중요한 단계이다.
경우에 따라 철-황 클러스터는 산화-환원 비활성 상태이지만 구조적 역할이 제안된다. 그 예는 핵산 중간 분해 효소 III와 MutY를 포함한다.

## 같이 보기
- 철-황 단백질